# سیارک ۱۷۰۹۷
سیارک ۱۷۰۹۷ (به انگلیسی: 17097 Ronneuman، نامگذاری:1999JX31) هفده هزار و نود و هفتمین سیارک کشف شده‌است که در ۱۰ مه ۱۹۹۹ کشف شد.
قدر مطلق سیارک برابر ۱۷.۸ است.